# Aleksandr Wahowskiý
Aleksandr Wahowskiý (* 10. Juli 1994) ist ein turkmenischer Eishockeyspieler, der seit 2013 beim HK Galkan in der turkmenischen Eishockeyliga spielt.

## Karriere
Aleksandr Wahowskiý spielt seit Beginn seiner Karriere beim HK Galkan, den Klub des Innenministeriums aus der turkmenischen Hauptstadt Aşgabat. Bei dem Klub spielt er bis heute in der turkmenischen Eishockeyliga und wurde 2014, 2015, 2016, 2017, 2018 und 2019 mit dem Klub turkmenischer Meister.

### International
Für Turkmenistan nahm Wahowskiý erstmals an den Winter-Asienspielen 2017 im japanischen Sapporo teil. Durch einen 7:3-Finalsieg gegen Kirgistan konnte die Mannschaft die Division II des Turniers gewinnen und damit insgesamt den elften Platz unter 18 Nationen erreichen. Bei der Weltmeisterschaft 2018, als er gemeinsam mit seinen Landsleuten Ahmet Gurbanow und Döwlet Söýünow die beste Plus/Minus-Bilanz des Turniers aufwies, nahm er an der Qualifikation zur Division III teil. Nach dem Sieg dort spielte er bei der Weltmeisterschaft 2019, als er zum besten Spieler seiner Mannschaft gewählt wurde, in der Division III. Auch bei den Weltmeisterschaften 2022, 2023, 2024 und 2025 spielte er in der Division III. Zudem spielte er bei den Winter-Asienspielen 2025 im chinesischen Harbin.

## Erfolge und Auszeichnungen
| - 2014 Turkmenischer Meister mit dem HK Galkan - 2015 Turkmenischer Meister mit dem HK Galkan - 2016 Turkmenischer Meister mit dem HK Galkan | - 2017 Turkmenischer Meister mit dem HK Galkan - 2018 Turkmenischer Meister mit dem HK Galkan - 2019 Turkmenischer Meister mit dem HK Galkan |

### International
- 2018 Qualifikation für die Division III bei der Qualifikation zur Weltmeisterschaft der Division III
- 2018 Beste Plus/Minus-Bilanz bei der Qualifikation zur Weltmeisterschaft der Division III